# کالین راولی
کولین راولی (انگلیسی: Coleen Rowley؛ زادهٔ ۲۰ دسامبر ۱۹۵۴) یک مأمور ویژه اف‌بی‌آی و افشاگر اهل ایالات متحده آمریکا است. او شخص سال مجله تایم در سال ۲۰۰۲ است. وی نامزد مجلس نمایندگان ایالات متحده از حوزه انتخابیه دوم مینه‌سوتا بود.